# Martin Robertson
Charles Martin Robertson (geboren am 11. September 1911 in Cambridge; gestorben am 26. Dezember 2004 ebenda) war ein britischer Klassischer Archäologe.
Martin Robertson war der ältere Sohn von Donald Struan Robertson (1885–1961), einem Gräzisten und Regius-Professor an der Universität Cambridge, und Petica Coursolles, geborene Jones (1883–1941). Sein Bruder war der Kunsthistoriker Giles Robertson. Robertson besuchte die Leys School und das Trinity College in Cambridge, an dem er 1934 seinen Abschluss machte. Als Stipendiat der British School at Athens, die damals von Humfry Payne geleitet wurde, ging er nach Athen, und nahm dort an den Ausgrabungen in Perachora teil. Nach dem Tod Paynes kehrte er aber bereits 1936 nach England zurück, um am British Museum in London die Keramikfunde der Ausgrabungen in Al Mina zu katalogisieren. In den damaligen Skandal um die übermäßige Reinigung der Elgin Marbles war Robertson verwickelt, was ihn als einen der Verantwortlichen um die Unterstützung des Museums brachte. Von 1940 bis 1946 diente Robertson in der britischen Armee. Während dieser Zeit heiratete er 1942 Theodosia Cecil Spring Rice. Nach dem Krieg kehrte Robertson noch einmal kurz an das British Museum zurück, kündigte aber 1948, um die Nachfolge Bernard Ashmoles als Yates Professor of Classical Art and Archaeology am University College in London anzutreten. Hier lehrte er u. a. an der Seite der Altphilologen Thomas Bertram Lonsdale Webster und Otto Skutsch.
Sein erstes Buch veröffentlichte Robertson erst 1959: Greek Painting. Hierin versuchte er, die verlorenen großformatigen Wandmalereien der griechischen Antike, von denen man nur in Form von Erwähnungen und literarischen Beschreibungen Kenntnis hatte, anhand ihres Nachklangs in der griechischen Vasenmalerei zu rekonstruieren. 1961 folgte er Ashmole ein weiteres Mal auf dem Lehrstuhl, diesmal als Lincoln Professor of Classical Archaeology and Art an der Universität Oxford. Diesen Stuhl behielt er bis zu seiner Emeritierung im Jahr 1978. Zu seinen akademischen Schülern und Schülerinnen gehört neben anderen Donna C. Kurtz.
Von 1959 bis 1968 stand Robertson dem Verwaltungsrat der British School at Athens vor. In der Zeit übernahm er es, die aufgrund einiger Todesfälle nicht recht voranschreitende Publikation der Grabungsergebnisse zu Perachora zu übernehmen und 1962 den zweiten Band der Ausgrabungen zu publizieren. Nach dem Tod Sir John Beazleys 1970 überarbeitete er zusammen mit Dietrich von Bothmer, einem weiteren Beazley-Schüler, die früheren Listen der griechischen Vasenmaler. Die Ergänzungen zu Beazleys Werk wurden 1971 als Paralipomena: Additions to Attic black-figure Vase-painters and to Attic Red-figure Vase-painters unter Beazleys Namen veröffentlicht. 1975 folgten zwei Werke Robertsons zum Parthenon-Fries und zur Geschichte der griechischen Kunst. Zugleich gab er in den 1970er Jahren eine ganze Reihe eigener Gedichtbände heraus: Crooked Collections (1970), For Rachel (1972), A Hot Bath at Bedtime (1975), The Sleeping Beauty’s Prince (1977).
Nach seiner Emeritierung kehrte Robertson nach Cambridge zurück. 1986 plädierte er im Streit um die Echtheit des Getty-Kouros für dessen Echtheit, änderte aber seine Meinung, als weitere Fälschungen auf den Markt kamen. Nach dem Tod seiner Frau 1984 heiratete er 1988 die Klassische Archäologin Louise Berge, geborene Holstein. 1992 veröffentlichte er als Summe seiner Forschungen zur griechischen Rotfigurigen Vasenmalerei das Buch The Art of Vase-Painting in Classical Athens. Gleichwohl folgten noch zahlreiche Artikel, in denen er sich diesem Thema widmete. Robertson, Vater des unter dem Pseudonym Thomas Dolby auftretenden Musikers Thomas Morgan Robertson, starb 2004 in Cambridge.

## Publikationen (Auswahl)
- Greek Painting. Skira, Geneva 1959.
- Between Archaeology and Art History. Clarendon Press, Oxford 1963
- The Parthenon Frieze. Oxford University Press, New York 1975
- Corpus Vasorum Antiquorum. Great Britain. Castle Ashby, Northampton. Oxford University Press/British Academy, Oxford 1979
- Greek, Etruscan and Roman Vases in the Lady Lever Art Gallery, Port Sunlight. National Museums and Galleries on Merseyside/Liverpool University Press, Liverpool 1987.
- The Art of Vase-painting in Classical Athens. Cambridge University Press, Cambridge 1992, ISBN 0-521-330-10-6.